# Nergüin Enchbat
Nergüin Enchbat (mongolisch Нэргүйн Энхбат; * 19. März 1962 in Ulaanbaatar; † 6. April 2022) war ein mongolischer Boxer und Bronzemedaillengewinner im Leichtgewicht bei den Olympischen Spielen 1988 in Seoul.

## Boxkarriere
Er begann 1979 mit dem Boxsport und stand bis 1989 in der Nationalmannschaft. Er war sechsfacher Meister der Mongolei (1982–1987) und gewann mehrere internationale Turniere, darunter das Golden Belt Tournament in Rumänien der Jahre 1984 und 1986, sowie den Chemiepokal in Deutschland von 1983 und 1986. Im Finale 1983 war ihm ein Sieg gegen Idel Torriente gelungen, 1986 hatte er sich jeweils gegen Aladár Horváth, Adolfo Horta, Andreas Otto und Torsten Koch durchgesetzt.
Bei den Asienspielen 1982 in Delhi erreichte er das Viertelfinale und unterlag in der Vorrunde der Weltmeisterschaft 1982 in München gegen Joni Nyman.
1984 startete er bei den Wettkämpfen der Freundschaft in Havanna, einer sozialistischen Gegenveranstaltung zu den Olympischen Spielen 1984 in Los Angeles, setzte sich dort gegen Christo Furnigow und Ingo Benske durch, ehe er im Finale knapp mit 2:3 gegen Ángel Herrera verlor und dadurch Silber im Leichtgewicht gewann. Zudem gewann er 1986 nach einer Niederlage im Halbfinale gegen Orsubek Nasarow eine Bronzemedaille im Leichtgewicht bei den Goodwill Games in Moskau.
Nach dem Gewinn einer Silbermedaille im Halbweltergewicht bei der Asienmeisterschaft 1987 in Kuwait, startete er bei den Olympischen Spielen 1988 in Seoul. Dort erreichte er mit Siegen gegen José Pérez aus Venezuela, István Turu aus Ungarn und Kamal Marjouane aus Marokko das Halbfinale, wo er mit 2:3 gegen den Schweden George Cramne ausschied und eine Bronzemedaille im Leichtgewicht gewann.
1989 gewann er im Halbweltergewicht die Asienmeisterschaft in Peking und nahm noch an der Weltmeisterschaft in Moskau teil, wo er im Viertelfinale des Halbweltergewichts, beim Kampf um den Einzug in die Medaillenränge, gegen Andreas Otto unterlag.
Insgesamt gewann er 240 von 312 Kämpfen und wurde am 6. Februar 1989 in der Mongolei mit dem Titel „Verdienter Meister des Sports“ ausgezeichnet.

## Nach dem Boxen
Nach dem Ende seiner Wettkampfkarriere war er bis 1993 Boxtrainer des Sporttrainingszentrums der Nationalmannschaft sowie von 1999 bis 2001 in leitender Funktion beim Nationalen Olympischen Komitee.
Seine Eltern stammen aus Bajanchongor-Aimag. Enchbat hatte vier Geschwister, war verheiratet und Vater von zwei Kindern.